# Papirologia
La papirologia és la ciència que estudia els papirs escrits. És part de la codicologia i de la paleografia. Inclou encara els óstraka i fins i tot els pergamins trobats en excavacions. La papirologia es divideix en antiga i medieval. L'antiga comprèn els manuscrits jeroglífics, hieràtics, demòtics i coptes, a més dels papirs arameus, entre els quals sobresurten els d'Elefantina (segle v aC). La papirologia antiga, però, més rellevant és la grecoromana, especialment la grega, que és la més ben representada, amb milers de manuscrits.